# Comisión Chatenet
La Comisión Chatenet fue la última comisión de la Comunidad Europea de la Energía Atómica (Euroatom), y estuvo al cargo de la organización entre 1962 y 1967. Su presidente fue Pierre Chatenet, de nacionalidad francesa. 
En total, el Euroatom tuvo tres comisiones distintas, de las cuales ésta fue la última. En 1967, el Euroatom se fusionó con la Comunidad Europea del Carbón y del Acero (CECA) y la Comunidad Económica Europea (CEE) para formar la Comunidad Europea.
- Datos: Q2986357